# Peyre (Aveyron)
Peyre (okzitanisch Pèira) ist seit 1830 Teil der südfranzösischen Gemeinde Comprégnac im Département Aveyron in der Region Okzitanien. Das Gebiet gehörte zur historischen Provinz der Rouergue, die 1779 dem Quercy angegliedert wurde. Der Ort hat etwa 120 Einwohner und wurde als eines der „Schönsten Dörfer Frankreichs“ (Plus beaux villages de France) ausgezeichnet.

## Lage
Das auf etwa 350 m befindliche Peyre liegt in einem Einsturzkessel an einer Flussschleife des Tarn am Südrand der Causses, einem Ausläufer des Zentralmassivs etwa acht Kilometer westlich der Stadt Millau. Das vom Ortsrand von Peyre aus sichtbare Viaduc de Millau befindet sich drei Kilometer südöstlich.

## Bevölkerungsentwicklung
Da Peyre bereits im Jahre 1830 in die Gemeinde Comprégnac eingebunden wurde, werden für das Dorf keine gesonderten Bevölkerungszahlen mehr erhoben.

## Wirtschaft
Der Ort lebt heute in erster Linie von der Landwirtschaft sowie vom Handwerk und vom Kleingewerbe. Die meisten Einwohner haben Arbeit im nahegelegenen Millau. Seit den 1960er Jahren spielt auch der Tourismus (Cafés, Restaurants, Ferienwohnungen) eine zunehmend bedeutendere Rolle.

## Geschichte
Über die Geschichte von Peyre, einer bereits im Mittelalter existierenden Ortschaft, sind nur wenige Informationen verfügbar. Der ehemals eigenständige Ort wechselte mehrfach den Grundherren, das hier vorhandene Priorat schuf Arbeitsplätze in der Landwirtschaft und im Handwerk, so dass sich der Ort entwickeln konnte.

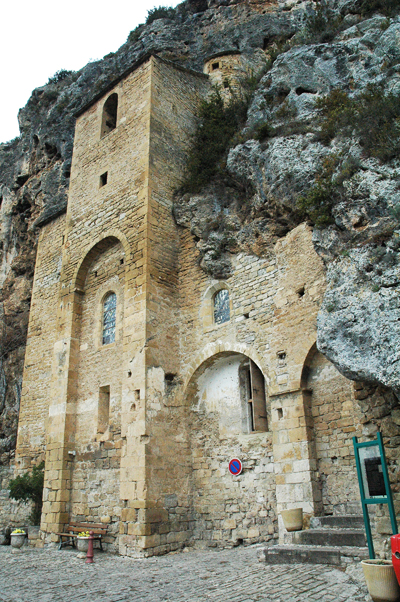
Felsenkirche

## Sehenswürdigkeiten
- Das Ortsbild mit seinen an die Tuffsteinwände geschmiegten Häusern, die zum Teil auch von Menschenhand als Höhlenwohnungen (maisons troglodytes) in den Fels hineingearbeitet sind, ist die Hauptattraktion des Dorfes.
- Die ehemalige, auf das 11. Jahrhundert zurückgehende Prioratskirche Saint Cristophe ist ebenfalls zum Teil in den Fels gehauen. Die äußeren Partien wurden in der Zeit der Hugenottenkriege Ende des 16. und zu Beginn des 17. Jahrhunderts derart befestigt, dass ein wehrhafter Charakter entstand. Die linke Seitenwand, die Apsis und das Gewölbe im Innern sind aus dem natürlichen Felsgestein herausgearbeitet; die rechte Außenwand ist gemauert. Der Kirchenbau ist seit 1936 als Monument historique anerkannt;[2] er dient nicht mehr dem Gottesdienst, sondern fungiert manchmal als Ausstellungsraum.
- Ein Château aus dem 17. Jahrhundert steht etwa 300 Meter abseits des Ortes.
- Die neogotische Pfarrkirche am Ortsrand entstand im 19. Jahrhundert. Von hier aus genießt man einen schönen Blick auf das Viaduc du Millau.